# 彦坂興秀

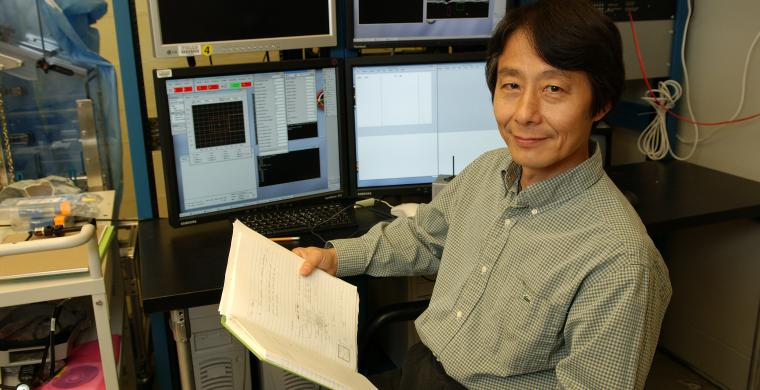
彦坂興秀 (2019)

彦坂 興秀（ひこさか おきひで、1948年 - ）は、日本出身の神経科学者、医師。アメリカ国立衛生研究所眼病研究所 (NEI) 所属。

## 経歴
長野県長野市出身。長野県長野高等学校を経て、1973年に東京大学大学院から医学博士号を取得し、1978年には島津浩の指導下で前庭眼脳幹系の研究により博士号を取得した。同年から東邦大学講師、翌年からは助教授を務めた。その後は1982年までアメリカ国立衛生研究所眼病研究所 (NEI) で博士研究員として研究を行った。 1983年に東邦大学の准教授に就任。1988年、生理学研究所に教授として移籍し、1993年に順天堂大学医学部第一生理学教室教授。2002年以降はアメリカ国立衛生研究所眼科研究所に戻り、感覚運動システムの研究グループリーダーを務めている。
1988年塚原仲晃記念賞、2018年グルーバー賞神経科学部門、2024年クラリベイト引用栄誉賞受賞。

## 参照
- Okihide Hikosaka, M.D., Ph.D.
- Okihide Hikosaka, M.D., Ph.D.
- Okihide Hikosaka